# Elemér Gorondy-Novak
Elemér Gorondy-Novak (Budapest, 23 febbraio 1885 – Cosquín, 14 maggio 1954) è stato un generale ungherese, comandante della Terza armata ungherese durante l'invasione della Jugoslavia nel corso della seconda guerra mondiale.

## Carriera
Dopo la prima guerra mondiale servì come capo di stato maggiore della Prima armata dell'esercito della Repubblica sovietica ungherese, per poi passare nell'esercito contro-rivoluzionario di Miklós Horthy venendo promosso a Generale il 1º novembre 1934.
Divenuto comandante in capo della Terza armata il 1º marzo 1940, guidò le truppe ungheresi durante l'attacco dell'Asse al Regno di Jugoslavia, occupando la Voivodina; deposto dalla sua posizione il 1º novembre 1941, divenne cancelliere reale fino all'ottobre del 1942. Dopo la guerra si spostò a vivere in Argentina, dove morì nel 1954.
A causa del suo atteggiamento rigido e rozzo, veniva chiamato dai suoi soldati "Gorombak Novak" (Novak il rude).